# Tírig
Tírig es un municipio de la Comunidad Valenciana, España. Perteneciente a la provincia de Castellón, en la comarca del Alto Maestrazgo.

## Geografía
Tírig se encuentra situada a 11 km de la capital de la comarca, Albocácer y a 64 km de la capital provincial.
Se accede a esta localidad desde Castellón de la Plana tomando la CV-10, luego la CV-131 y finalmente la CV-130.

### Localidades limítrofes
El término municipal de Tírig limita con las siguientes localidades:
Catí, San Mateo, Salsadella, Cuevas de Vinromá, y Albocácer todas ellas de la provincia de Castellón.

## Etimología
(I) Ora maritima del poeta Festo Avieno recoge una información relevante del posible emplazamiento de la antigua Tyrichae. En este punto, el insigne geógrafo-historiador D. Miguel Cortés y López, concretamente en el tomo primero de su Diccionario geográfico-histórico de la España antigua, traduce y comenta los versos siguientes del poeta (nombres latinos añadidos a los traducidos):
[V. 492] "... El Lago de los Nacaros (Naccararum) se ensancha (8)/ En aquellos contornos, cuyo nombre/ La costumbre y el uso le impusieron/ Y en medio del estanque permanece/ La isleta a Minerva (Minervæ) consagrada./ Cercanas estuvieron las ciudades/ Ya que estuvieron Hylactes (1), Hystra (2), Sarrana (3) y la famosa/ Tyriche (Tyrichæ), y de cuantía en otro tiempo,/ A causa que los griegos (Graji) habitaron/ Estos pueblos y ricos los hicieron/ Comerciando en todas las playas de la tierra [v. 502].
[Notas] (1) Alcalá de Chisvert. (2) Sus ruinas las descubrió el erudito anticuario conde de Lumiares en un montezuelo que aún se llama Hystra. Masdeu en el mismo lugar. (3) Sarrana nos parece que debe escribirse y no Sarna. Tyro se llamó Sarrana, y este nombre es sinónimo de Tyrichæ, en plural, así como Atenæ, Mycenæ. [Sarna es como la nombra Avieno y resto de autores]".
Aunque este pasaje pliniano queda fuera del contexto que ocupa Tírig, atrae en parte la atención por el mensaje del traductor en la nota (5) sobre las montañas Gordyanas y la procedencia etimológica de las mismas:
"Con respecto a las montañas Gordyanas que siguen, y donde se afirma que todavía se pueden ver los restos del Arca de Noé, esta tradición parece basarse en el propio nombre de estas montañas, que significa montes Diluvianos; porque Gor en eslavo o en celto-escita moderno significa montaña, y yê, en griego significa la lluvia...".
El traductor de Plinio hace alusión al monte Ararat y da como primicia su etimología céltoescítica-greca; en el diccionario heleno-español obtenemos: huetós o yetós, ὑετός lluvia, chaparrón, aguacero.
En las descripciones cartográficas del Touring Club Italiano se detalla en su idioma [lámina] 74-75 JUGOSLAVIA:
Gora  sc. sl. [serbo-croata, esloveno] monte [montaña].
Tirg     r. [rumano] mercato, villaggio [mercado, aldea].
Trg.   sc. sl. [serbo-croata, esloveno] mercat, plazza [plaza de mercado].
En el Vocabulario albanés-español de Pablo Nieto se recoge en línea similar a las de origen rumano y eslavo:
treg, trégu, trígje el mercado.
Es decir, la prerromana Tyrichæ y la actual Tírig hallan una etimología prácticamente pura en cualesquiera de las lenguas indoeuropeas citadas como lugar de mercado. Dertosa o la moderna Tortosa, por su volumen poblacional y proximidad al Ebro, destacaba en las crónicas antiguas y modernas como el emplazamiento de un importante mercado. (II)
De (I) a (II) ensayo Vástagos de Hércules I (pendiente de edición).

## Historia
Formaba parte de la bailía de Cuevas de Vinromá. El señorío pertenecía a Blasco de Alagón, el cual lo donó a Joan de Brusca en 1237 quien, a su vez, otorgó carta puebla a diversas familias cristianas el 15 de septiembre de 1245, estableciendo unas rentas bastante elevadas. El señorío territorial de los Brusca se mantuvo en el marco del señorío general de la Orden de Calatrava, después pasó a Artal de Alagón, luego a la Orden del Temple y finalmente, a partir del año 1319, a la de Montesa. En 1324 se rige según los fueros de Valencia y en 1361 se le cancela la partición de los frutos ante la despoblación existente. En 1646 tenía unos 100 habitantes, unos 225 en 1794 y 1215 en 1950. A partir de esta fecha se produce un fuerte descenso en la población hasta situarse en 419 habitantes en 2019.

## Demografía
Tírig cuenta con una población de 432 habitantes (INE 2024).
| Gráfica de evolución demográfica de Tírig entre 1842 y 2021                                                         |
| |
| Población de derecho según los censos de población del INE Población de hecho según los censos de población del INE |

## Economía
Basada tradicionalmente en la agricultura de secano (almendro, olivar y cereales) y en la ganadería.
La ganadería predominante es intensiva (porcino y avícola), y en menor medida extensiva (ovino, caprino y bovino)

## Administración y política
| Periodo   | Nombre               | Partido   |
| --------- | -------------------- | --------- |
| 1979-1983 | Jesús Redó Matamoros | UCD       |
| 1983-1987 | Jesús Redó Matamoros | UCD       |
| 1987-1991 | Avelino Roca Albert  | PSPV-PSOE |
| 1991-1995 | Avelino Roca Albert  | PSPV-PSOE |
| 1995-1999 | Avelino Roca Albert  | PSPV-PSOE |
| 1999-2003 | Avelino Roca Albert  | PSPV-PSOE |
| 2003-2007 | Avelino Roca Albert  | PSPV-PSOE |
| 2007-2011 | Juan José Carreres   | PP        |
| 2011-2015 | Juan José Carreres   | PP        |
| 2015-2019 | Juan José Carreres   | PP        |
| 2019-2023 | Juan José Carreres   | PP        |
| 2023-act. | Juan José Carreres   | PP        |

## Patrimonio

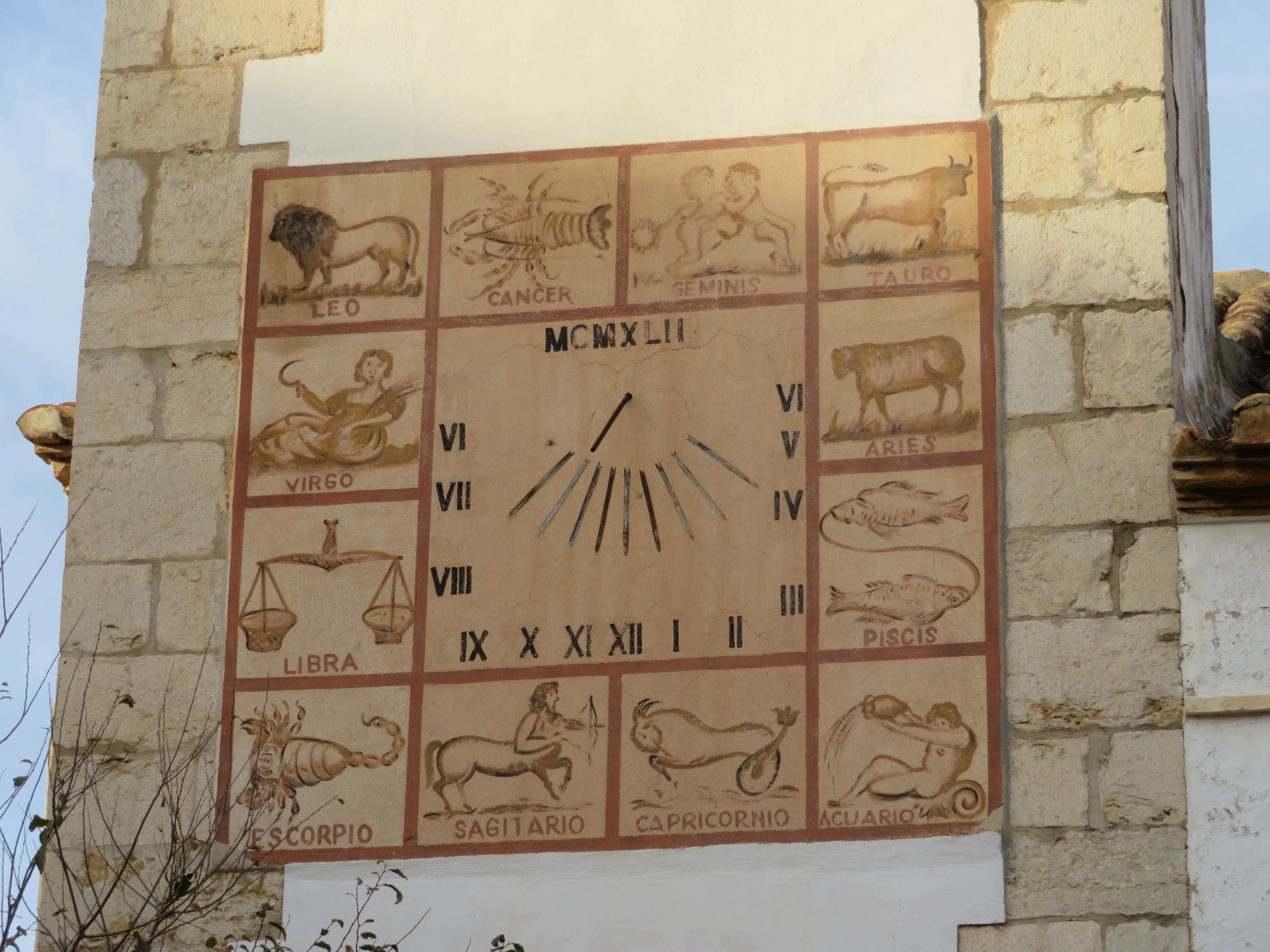
Reloj de Sol y del Zodiaco, torre campanario de Tírig.

- Torre-campanario de la iglesia parroquial de TírigReloj de Sol y del Zodiaco, torre campanario de Tírig.Iglesia de la Virgen del Pilar. Edificio de interés arquitectónico.
- Ermita de Santa Bárbara
- Castillo y murallas de Tírig

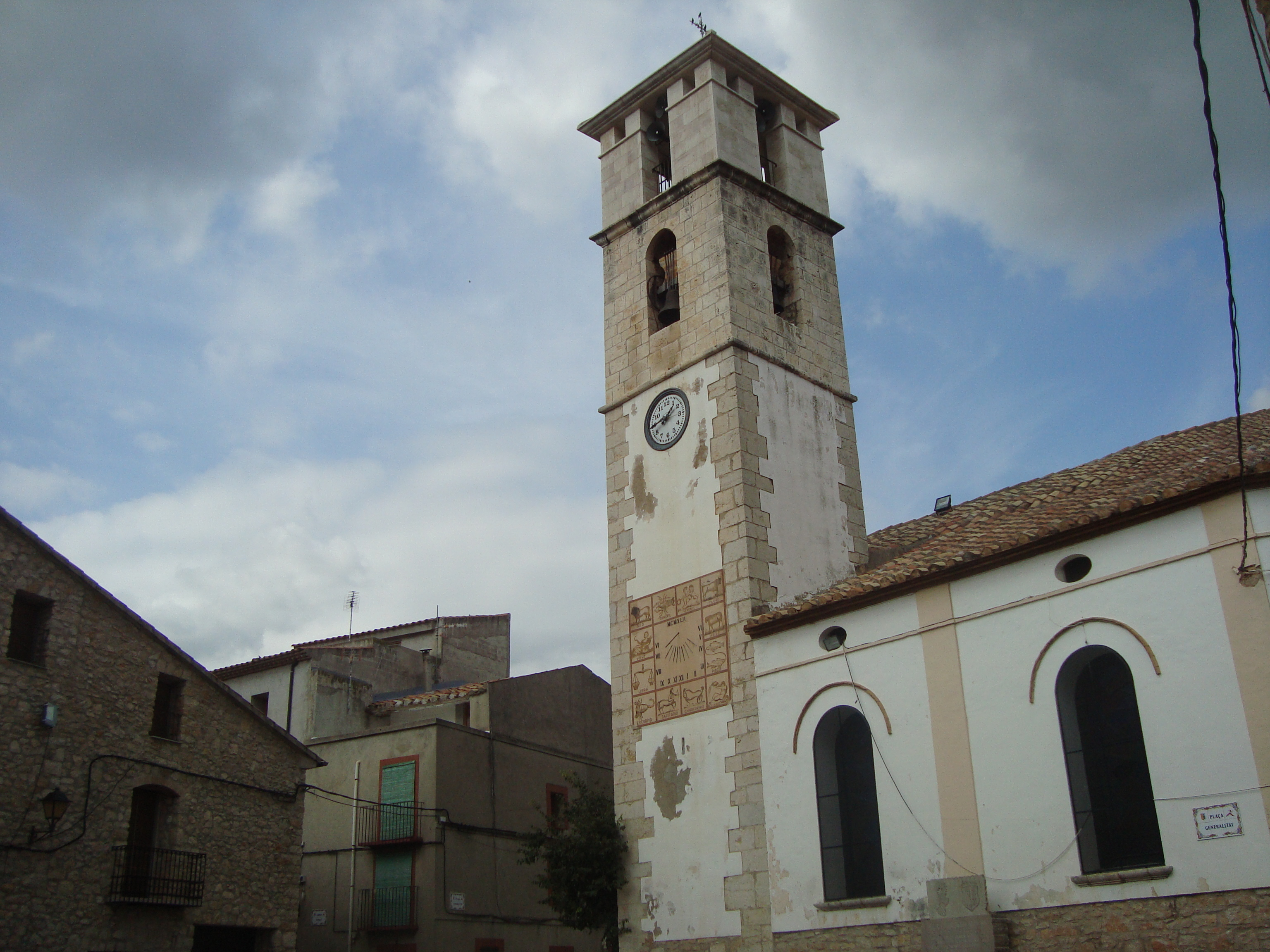
Torre-campanario de la iglesia parroquial de Tírig

- Así como los importantes yacimientos arqueológicos con pinturas rupestres de estilo levantino.

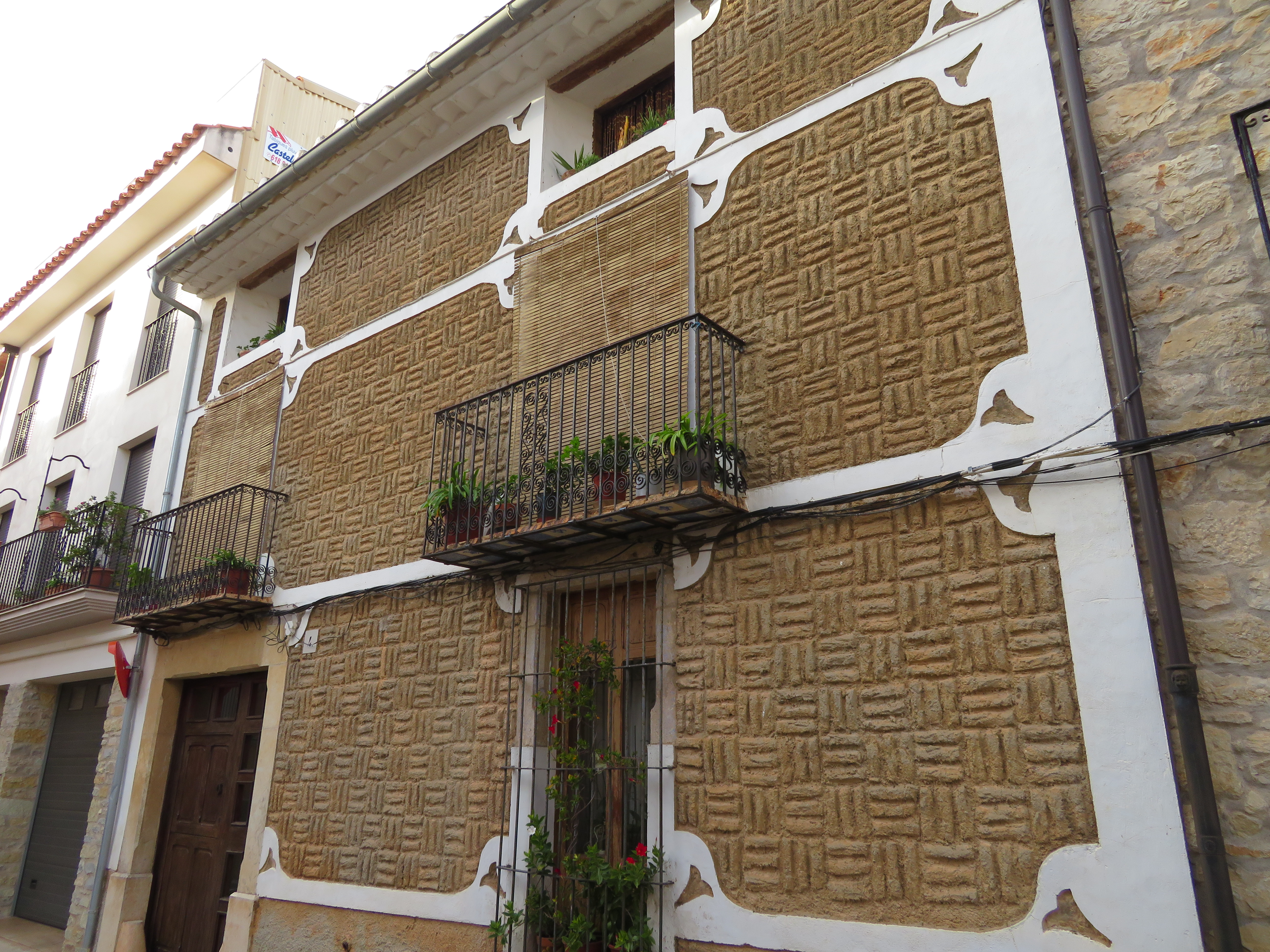
Casa típica (Tírig, Castellón).

## Lugares de interés

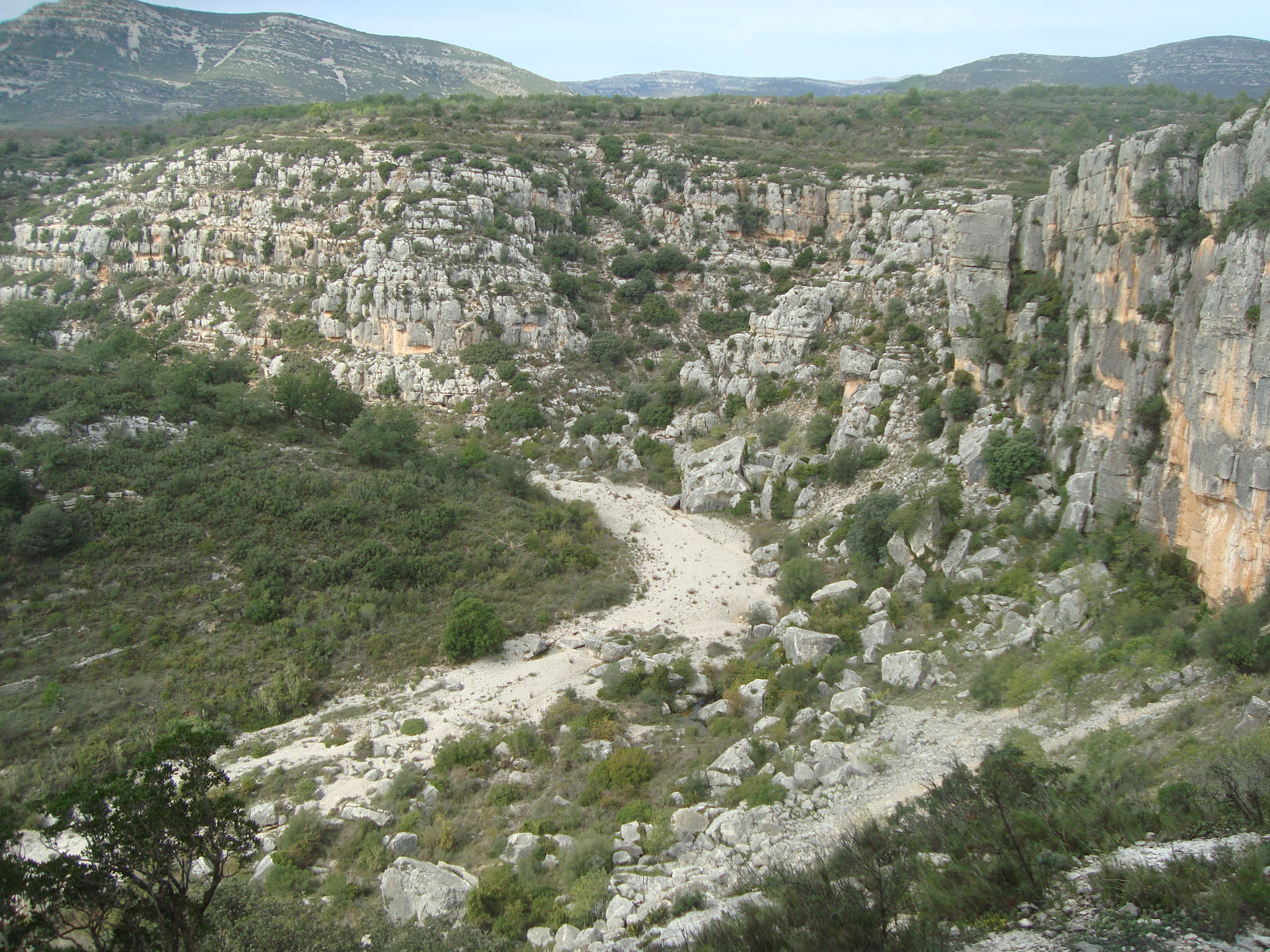
Barranco de la Valltorta (Tírig)

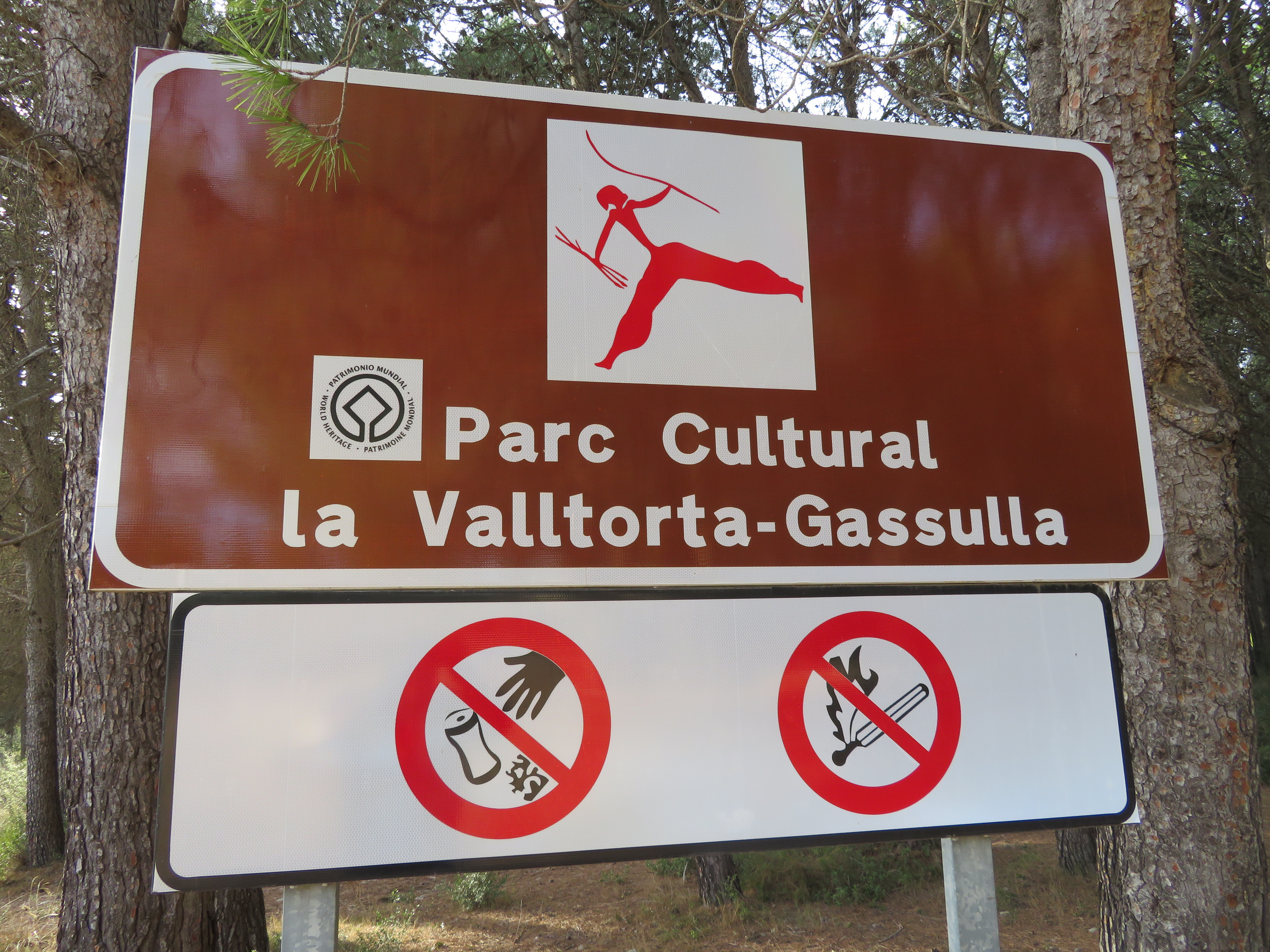
Parque cultural de la Valltorta-Gasulla.

- Barranco de la Valltorta (Tírig)Parque cultural de la Valltorta-Gasulla.Barranco de la Valltorta. Pinturas rupestres en la Cueva de los Caballos y en las Cuevas del Civil. Han sido declaradas Patrimonio de la Humanidad por la Unesco.

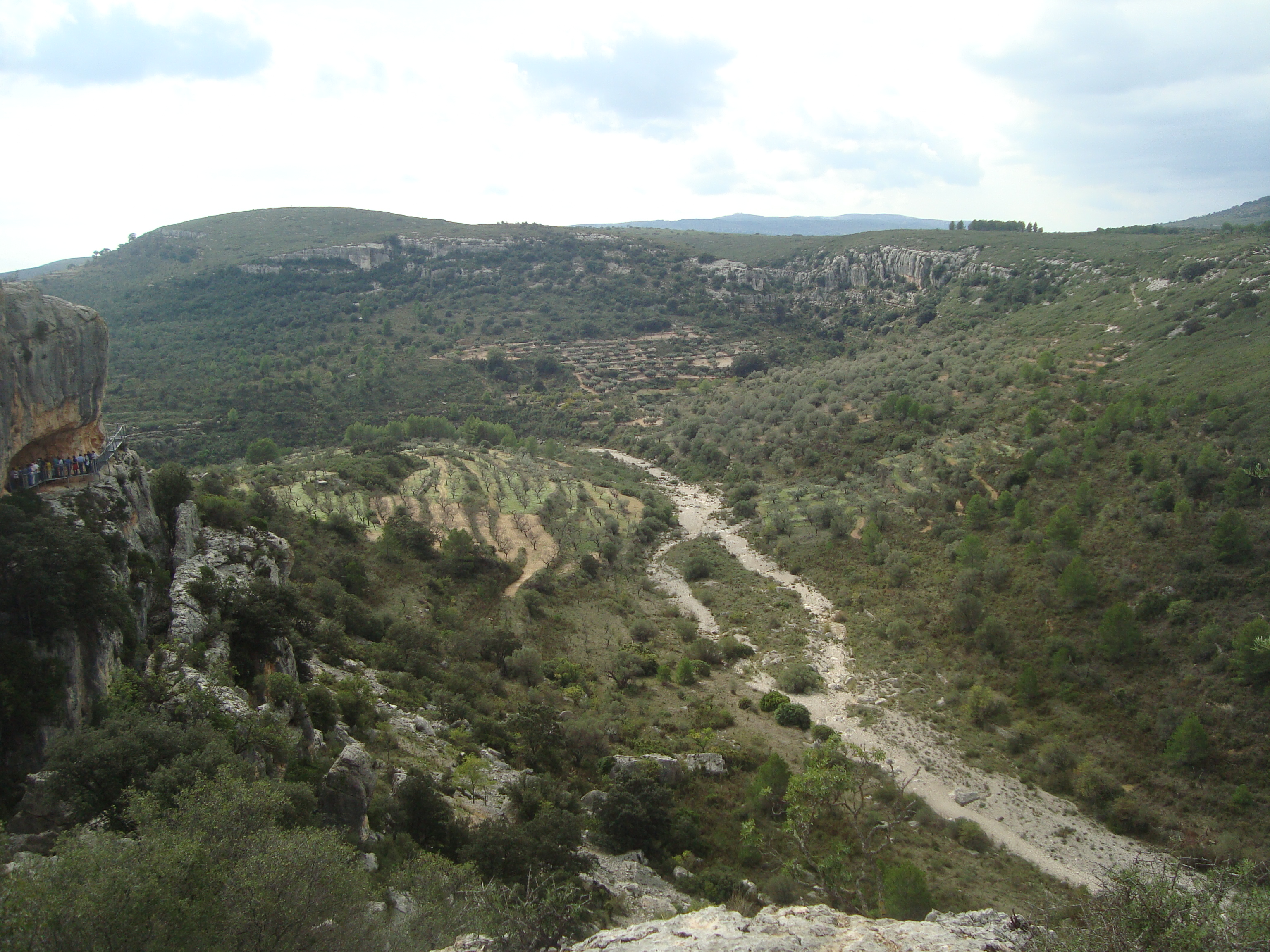
Barranco de la Valltorta

- Barranco de la ValltortaMuseo de la Valltorta. Hace unos 7000 años los habitantes del Barranco de la Valltorta realizaron en las cuevas y abrigos de la zona pinturas rupestres que muestran escenas de su vida cotidiana, sobre todo de animales, caza y recolección. En el Museo de la Valltorta se muestran los utensilios encontrados en las cuevas y una reproducción en tamaño natural de la Cova dels Cavalls. Desde el museo se organizan excursiones a las cuevas. El 21 de mayo de 1963, en la cueva del Civil, un grupo de expoliadores franceses robaron pinturas rupestres con el rudimentario método de hacerlas saltar a golpes de escoplo.

## Fiestas locales
- Santa Quiteria: Se festeja en mayo con misa en honor a la patrona, reparto de "coquetes" al salir de esta, procesión y baile.
- Fiestas patronales: En la última semana de julio dedica sus fiestas patronales a San Jaime, en las que tienen lugar festejos taurinos, baile, procesiones, cenas y espectáculos.
- Romería de Santa Bárbara: En diciembre se realiza la romería a la ermita, dónde tiene lugar una misa en honor a la santa. Tras ello se reparten los típicos "panets de Santa Bàrbara". Además, por la noche los Quintos organizan un baile.

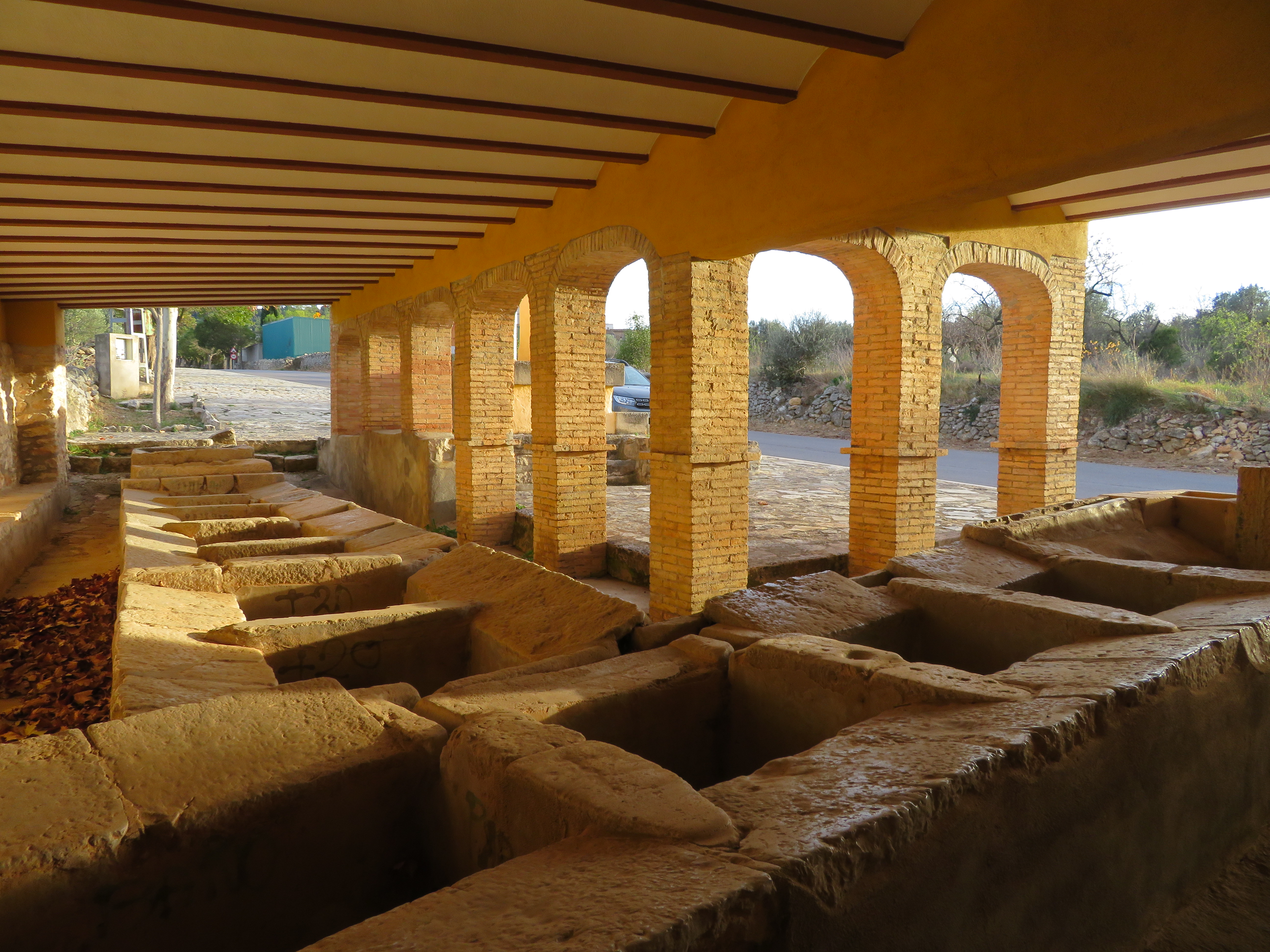
Lavadero público de Tírig del año 1806 y la ampliación de 1903.

## Gastronomía
Los platos típicos de la localidad son el conill en llanda al forn ("Conejo en parrilla al horno") y la "Olla amb cigrons i cardets".
En la pastelería se puede destacar el "Coc en mèl" y las típicas "Coquetes de Santa Quitéria".